# Camilo (álbum)
Camilo es el cuarto álbum de estudio del cantante español Camilo Sesto. Fue realizado y producido por él mismo, y publicado por Ariola Records el 12 de noviembre de 1974. 

## Clasificación
| País   | clasificación |
| ------ | ------------- |
| España | 2             |

## Lista de canciones
Todas las canciones compuestas por Camilo Blanes, excepto en dónde se indica.
1. ¿Quieres ser mi amante? (4:09)
2. Llueve sobre mojado (2:46)
3. Isabel (3:14)
4. Nunca me amaron así (3:54)
5. Dejarse querer no sirve de nada (3:46)
6. Mi verdad (4:08) [Camilo Sesto, Lucía Bosé]
7. Déjame participar en tu juego (3:32)
8. Ayudadme 1997 (4:16)
9. Madre (3:50)
10. Triste final (3:35)

## Personal
- J. Arthey - Arreglos en pistas 1, 3, 4, 6 y 7.
- Z. Laurence - Arreglos en pistas 2, 8, 9 y 10.

- Camilo Sesto - Producción
- Alan Florence - Ingeniería de sonido
- Pedro Avellaned - Fotografía